# ぼくらが旅に出る理由
「ぼくらが旅に出る理由」（ぼくらがたびにでるりゆう）は、小沢健二の楽曲である。1994年に発売された2作目のオリジナル・アルバム『LIFE』に収録された。1996年5月16日にシングル・エディット版が東芝EMIから12作目のシングルとして発売された。

## 解説
イントロと間奏はポール・サイモンの「You Can Call Me Al」および「Late in the Evening」のフレーズが引用されている。
シングル・エディット版では、 2ndアルバム『LIFE』収録テイクからイントロと歌詞の一部がカットされている。なお、このシングル・エディット版は、アルバム未収録。
ミュージック・ビデオも制作されており、出発前に洗面台で身嗜みをする小沢の様子で構成されている。
2019年8月24日に敢行された藤津亮太著の『ぼくらがアニメを見る理由ーー2010年代アニメ時評』のタイトルは、本作が由来となっている。
2022年8月の個人のSNSの中で、『ぼくらが旅に出る理由』の歌詞の２人は、飛行機の時間よりずっと早くに東京を出て、九十九里浜に寄ってから成田へ向かう。と幼少期に祖父母宅のある千葉で過ごした日の光景を歌にしたと記した。
2024年11月2日から3夜連続で放送されるタモリのロケ番組「ブラタモリ」オープニング曲に選ばれた（エンディング曲は「さよならなんて云えないよ」）。

## 収録曲
| #  | タイトル                                                   | 作詞・作曲 | 編曲 |
| -- | ---------------------------------------------------------- | ---------- | --- |
| 1. | 「ぼくらが旅に出る理由」(Single Edit)                      | 小沢健二   | - 小沢健二 - Horn Arrangement：小沢健二・NARGO・北原雅彦・GAMOU（東京スカパラダイスオーケストラ） - Strings Arrangement：服部隆之 |
| 2. | 「流星ビバップ」(“レヴュー96”ライブ:96/03/09 横浜アリーナ) | 小沢健二   | 小沢健二 |
| 3. | 「ぼくらが旅に出る理由」(オリジナル・カラオケ)             |            | |

## 収録アルバム
| 発売日         | タイトル                                                       | 規格品番      |
| -------------- | -------------------------------------------------------------- | ------------- |
| 1994年08月31日 | アルバム『LIFE』(オリジナル)                                   | TODT-3486     |
| 1995年05月17日 | シングル『戦場のボーイズ・ライフ』(ライブ音源)                 | TODT-3486     |
| 1996年05月29日 | 服部隆之『将太の寿司 オリジナル・サウンドトラック』            | TOCT-9492     |
| 1996年10月02日 | 『HIT TUNES 「あなたに逢いたくて～Missing You」～「FREEDOM」』 | SRCL-3658     |
| 2012年08月31日 | ライブ・アルバム+書籍『小沢健二作品集「我ら、時」』            | 9784891949778 |

## タイアップ
- フジテレビ系金曜ドラマ『将太の寿司』主題歌
- 西日本旅客鉄道（JR西日本）『にっぽんさんぽ／新九州交響旅・長崎』CMソング（1999年）
- ANA 「2017年 夏の旅割」篇 「2017年 年末年始の旅割」篇 「2018年 夏の旅割」篇「ANA SUPER VALUE 販売開始」篇 CMソング[5][6]
- NHK「ブラタモリ」オープニング曲（2024年・2025年）[7]

FMとやまで放送されている『富山ダイハツ 山内マリコのオッケイトーク』では本曲のインストゥルメンタル版がオープニング曲として使用されている。

## カバー
| 発売日         | 収録作品                                                                                     | 規格品番                      | 備考 |
| -------------- | -------------------------------------------------------------------------------------------- | ----------------------------- | --- |
| 2008年05月21日 | 安藤裕子『chronicle.』                                                                       | CTCR-14579B CTCR-14580        | ゲストボーカルで茂木欣一が参加。 NHK広島放送局（中国ブロックネット）『山下健二郎 とっておき絶景旅』テーマ曲。 |
| 2011年09月21日 | 『モテキ的音楽のススメ Covers for MTK Lovers盤』                                             | AICL-2295                     | フジファブリックによるカバー                                                                                  |
| 2012年05月16日 | フジファブリック『徒然モノクローム/流線形』                                                  | AICL-2373 AICL-2375 AICL-2376 | |
| 2012年07月11日 | 初音ミク『渋谷系 feat. 初音ミク』（feat. koyori［電ポルP］）                                 | WPCL-11058                    | |
| 2013年05月15日 | Bank Band with Great Artists『ap bank fes '12 Fund for Japan』                               | TFXQ-78110 TFBQ-18134         | |
| 2014年11月12日 | 野宮真貴『実況録音盤 野宮真貴、渋谷系を歌う。 Miss Maki Nomiya sings Shibuya-kei Standards』 | DDCB-12961                    | |
| 2014年11月25日 | EmiLy『colorful ribbon』                                                                     |                               | |
| 2015年04月10日 | OHGIYA KENTO & OISHI MASAYOSHI『プチカフェ ～カフェ・ド・TOKYO～』                           | SPCC-1003                     | |
| 2015年11月04日 | Benjamin Wallfisch『オリジナル・サウンドトラック GAMBA ガンバと仲間たち』                    | RBCP-2968                     | |
| 2015年12月9日  | Cana『PEACEFUL』                                                                             | MPCS-00012                    | |
| 2018年7月18日  | RiRiKA『toc-toc』                                                                            |                               | ボサノヴァ調にアレンジされている。                                                                            |
| 2021年9月29日  | Bank Band『沿志奏逢4』                                                                       | TFCC-86784/5                  | 『ap bank fes '12 Fund for Japan』のライブ音源。                                                              |

この他、倍賞千恵子によるカバー・バージョンが劇場アニメ『GAMBA ガンバと仲間たち』（2015年）主題歌、RINKU（Mistera Feo）によるカバー・バージョンがNHK BSプレミアムのテレビアニメ『龍の歯医者』（2017年）主題歌に起用された。

## テレビ出演
ぼくらが旅に出る理由
- 1996年12月27日 テレビ朝日『ミュージックステーション』[12]
- 2017年2月24日 テレビ朝日『ミュージックステーション』[13]